# Cognição vegetal
A cognição vegetal é o ramo que propõe uma ciência cognitiva para as plantas. O estudo da cognição vegetal explora a ideia de que as plantas são capazes de responder e aprender com os estímulos do ambiente para escolher e tomar as decisões mais adequadas para garantir a sobrevivência. Nos últimos anos, evidências experimentais da natureza cognitiva das plantas cresceram rapidamente e revelaram até que ponto as plantas podem usar os sentidos e a cognição para responder aos seus ambientes. Alguns pesquisadores afirmam que as plantas processam informações de maneira semelhante aos sistemas nervosos dos animais.

## História
A ideia de cognição nas plantas foi explorada pela primeira vez por Charles Darwin no final de 1800 no livro The Power of Movement in Plants, em co-autoria com seu filho Francis. Usando uma metáfora neurológica, ele descreveu a sensibilidade das raízes das plantas ao propor que a ponta das raízes age como o cérebro de alguns animais inferiores. Isso envolve reagir à sensação para determinar seu próximo movimento embora as plantas não possuam cérebro nem nervos.
Independentemente de esta metáfora neurológica estar correta ou, de forma mais geral, a aplicação moderna da terminologia e dos conceitos da neurociência às plantas ser apropriada, a ideia darwiniana da ponta da raiz das plantas funcionando como um órgão "semelhante ao cérebro" experimentou um renascimento contínuo na fisiologia vegetal.
Enquanto a neurobiologia vegetal se concentra no estudo fisiológico das plantas, a cognição moderna das plantas aplica principalmente uma abordagem comportamental/ecológica. Hoje, a cognição das plantas está emergindo como um campo de pesquisa direcionado a testar experimentalmente as habilidades cognitivas das plantas, incluindo percepção, processos de aprendizagem, memória e consciência. Essa estrutura contém implicações consideráveis para a maneira como percebemos as plantas, uma vez que redefine a fronteira tradicionalmente mantida entre animais e plantas.